# Les Guerriers (bande dessinée)
Pour les articles homonymes, voir Les Guerriers.
Les Guerriers est une série de bande dessinée d'heroic fantasy française dont les sept volumes ont été publiés par Soleil entre 1996 et 2003. Écrite par Dominique Latil elle a été dessinée par Philippe Pellet (tomes 1 à 4) puis Tierr (tomes 5 à 7) et mise en couleurs par Jean-Jacques Chagnaud (tome 1), Patricia Faucon (tomes 2 à 6) puis Pascal Regnauld (tome 7).

## Albums
- Les Guerriers, Soleil (coll. « Soleil de nuit » pour les deux premiers volumes) :

1. La Forteresse de Cormandel, 1996  (ISBN 2-87764-562-2).
2. Le Cœur de Ten-Rau, 1997  (ISBN 2-87764-587-8).
3. Le Secret des Tekuits, 1997  (ISBN 2-87764-663-7).
4. Le Crépuscule des hommes, 1998  (ISBN 2-87764-738-2).
5. Le Trône des Salens, 2000  (ISBN 2-87764-901-6).
6. Les Maîtres de Kelhîn, 2001  (ISBN 2-84565-193-7).
7. Le Joug de l'infamie, 2003  (ISBN 2-84565-468-5).

- Les Guerriers (intégrale), Soleil, coll. « La Preuve par 3 » :

1. Intégrale 1, 1999  (ISBN 2-87764-958-X).
2. Intégrale 2, 2002  (ISBN 2-84565-381-6).